# Tokugawa Ieshige
Tokugawa Ieshige (徳川 家重), född den 28 januari 1712 var den nionde shogunen (lokal makthavare, militär befälhavare) i Tokugawashongunatet och regerade från 1745 till 1760.
Ieshige var Tokugawa Yoshimune äldste son, tillsammans med dottern till Ōkubo Tadanao. Ietsiges barndomsnamn var Nagatomi-maru. 
Han gifte sig tidigt med Nami-no-miya, som var dotter till prins Fushimi-no-miya Kuninaga. Hans andra hustru, Okō, var dotter till en av hovmännen som åtföljde hans första hustru från det kejserliga hovet i  Edo. Den andra hustrun blev moder till Ieharu, som skulle bli Ieshiges efterföljare. 
Ieshige led av kroniskt dålig hälsa och en svår taldefekt. Yoshimunes val av Ieshige som efterföljare fick mycket kritik eftersom hans båda yngre bröder Tokugawa Munetake och Tokugawa Munetada verkade mycket mer lämpade som shoguner. Yoshimune framhärdade dock i sitt val enligt den konfucianska principen om förstfödslorätt. Han fortsatte därför att sköta en del av shogunatets affärer även efter sin avgång, för att skydda Ieshige.

## Tiden som shogun
Ieshige hade stort intresse för schack, men var däremot ointresserad av politik och myndighetsuppdrag och lämnade viktiga beslut till sin kammarherre, Ōoka Tadamitsu (1709–1760). Ieshige ska ha varit så pass svår att förstå på grund av sitt talfel, att Tadamitsu fick tolka hans uttalanden och även kom att utöva shogunens makt.
Ieshiges tid vid makten kännetecknades av korruption, naturkatastrofer och perioder av svält samt av Ieshiges svårigheter att ta lösa inrikesproblemen, vilket starkt försvagade Tokugawashogunatets makt. Under denna tid uppstod också köpmannaklassen.
Ieshige drog sig tillbaka den 13 maj 1760 och tog sig titeln Ōgosho. Han efterträddes av sin äldste son Tokugawa Ieharu och dog året efter. Hans postuma titel blev Junshin-in. Gravplatsen är belägen vid Tokugawafamiljens mausoleum i buddhisttemplet Zōjō-ji i det nutida Tokyo-distriktiet Shiba.  Hans kvarlevor genomgick vetenskaplig undersökning 1958-1960. Det upptäcktes då att hans tänder var svårt deformerade, vilket bekräftade hans taldefekt.

## Perioderna i Ieshiges shogunat
Shogunernas regeringstid brukar indelas i perioder eller eror (nengō).
- Enkyō (1744–1748)
- Kan'en (1748–1751)
- Hōreki (1751–1764)